# Wacław Kuczma
Wacław Kuczma (ur. 6 czerwca 1956 w Bydgoszczy) – polski artysta, malarz i performer. W latach 2015–2020 dyrektor Centrum Sztuki Współczesnej „Znaki Czasu” w Toruniu, w latach 2020–2024 dyrektor Muzeum Okręgowego im. Leona Wyczółkowskiego w Bydgoszczy.

## Życiorys
Absolwent Wydziału Malarstwa i Grafiki Państwowej Akademii Sztuk Pięknych w Gdańsku, dyplom w Pracowni Malarstwa prof. Kazimierza Śramkiewicza (1982). Od ukończenia studiów w 1982 roku prowadzi działalność w zakresie malarstwa, rysunku, instalacji artystycznej i performancu.  Wykładowca akademicki – od 2012 roku przedmiotu Kształtowanie Przestrzeni, a od 2015 roku malarstwa na kierunku Wzornictwo na Uniwersytecie Technologiczno-Przyrodniczym, w latach 1998-2014 wykładał projektowanie graficzne i historię sztuki w bydgoskiej filii Wyższej Szkoły Informatyki i Umiejętności w Łodzi.  W latach 1993–2003 prezes Stowarzyszenia Artystycznego Wieża Ciśnień w Bydgoszczy. W latach 2002–2015 dyrektor Galerii Miejskiej bwa w Bydgoszczy, w latach 2015-2020 pełnił funkcję dyrektora Centrum Sztuki Współczesnej „Znaki Czasu” w Toruniu.
Wacław Kuczma jest synem nieżyjącego już Rajmunda Kuczmy, który w latach 1968-1981 był dyrektorem bydgoskiego muzeum okręgowego.

## Działalność
Wystawiał swoje prace w galeriach i muzeach w Polsce, Austrii, Holandii, Niemczech, na Słowacji, w Stanach Zjednoczonych i na Węgrzech. Autor i kurator wielu wystaw współczesnej sztuki polskiej i obcej w kraju i za granicą (m.in. sztuki albańskiej, greckiej, litewskiej, niemieckiej, szwedzkiej).
Pomysłodawca i realizator cyklu wystaw "Nowe tendencje w malarstwie polskim".
Członek Stowarzyszenia Sztuki „Graz” w Ratyzbonie.

## Nagrody
- Laureat Nagrody Stowarzyszenia Krytyki Artystycznej POKAZ za rok 2007